# Балуку, Белинда
Белинда Балуку (алб. Belinda Balluku; род. 9 октября 1973, Тирана) — албанский политический и государственный деятель. Член Социалистической партии Албании. Министр инфраструктуры и энергетики Албании с 17 января 2019 года. Депутат парламента Албании с 2021 года.

## Биография
Родилась 9 октября 1973 года в Тиране. Родители — Сюзана (Suzana) и Члирим Балуку (Çlirim Balluku). Является внучкой Бекира Балуку — министра обороны Албании в 1953—1974 годах, казненного в 1975 году по обвинению в заговоре.

### Образование
В 1999 году она окончила факультет делового администрирования Афинского технологического образовательного института (ныне Университет Западной Аттики). Училась в Школе управления им. Джона Ф. Кеннеди Гарвардского университета. Прошла курс в тренировочном центре Международной ассоциации воздушного транспорта (IATA) в Майями.

### Карьера и политическая деятельность
С ноября 2000 года занимала руководящие должности в телекоммуникационной компании Albanian Mobile Communications (AMC), ныне — One, после её приватизации группой Deutsche Telekom, сначала в качестве директора по работе с клиентами, а затем в качестве директора по маркетингу.
В 2004 году начала работать в муниципалитете Тираны в качестве советника по связям с общественностью, затем руководила аппаратом мэра.
Член ныне правящей Социалистической партии с 2006 года. С января 2011 по январь 2012 года руководила аппаратом лидера партии.
С сентября 2013 года работала генеральным директором государственной компании Albcontrol (Национальное агентство воздушного движения). Являлась членом консультативного Совета по аэронавигационному обслуживанию (ANSB) Евроконтроля.
17 января 2019 года назначена министром инфраструктуры и энергетики Албании во втором кабинете Рамы, сменила Дамиана Гикнури в ходе реорганизации кабинета министров после студенческих и антикоррупционных протестов. Сохранила должность в третьем кабинете Рамы.
По результатам парламентских выборов 25 апреля 2021 года избрана депутатом парламента Албании от Социалистической партии Албании в округе Тирана.